# بی‌بندوباری ذهن
بی‌بندوباری ذهن (به ژاپنی: 不動智神妙録, fudōchi shinmyōroku) رساله‌ای سه قسمتی دربارهٔ فلسفه بودایی و هنرهای رزمی است که در سده هفدهم میلادی توسط تاکوآن سوهو، راهب ژاپنی فرقه رینزای نوشته شده‌است. این عنوان تقریباً به «سوابق اسرارآمیز خرد استوار» ترجمه می‌شود. این کتاب مجموعه ای از سه گفتار است که به سامورایی خطاب می‌شود اما برای هرکسی که می‌خواهد مقدمه ای را بر فلسفه ذن بداند قابل استفاده است، این کتاب از اصطلاحات بودایی استفاده کمی می‌کند و در عوض به توصیف موقعیت‌ها و به دنبال آن تفسیر می‌پردازد. مطالب آن تلاش می‌کند تا آیین بودایی ذن را در هنرهای رزمی به کار گیرد.